# 549.ª Divisão de Granadeiros (Alemanha)

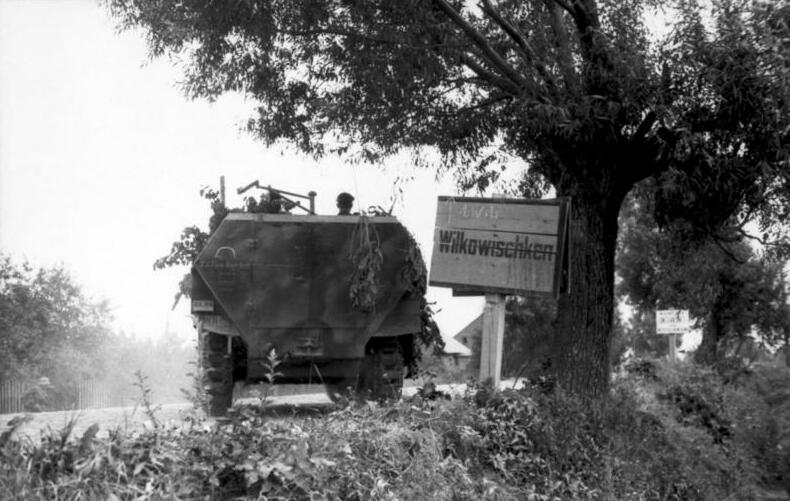
Lituânia, Vilkaviškis (alemão: Wilkowischken).- veículo blindado médio (Sd.Kfz. 251) ao lado da placa de entrada da cidade.

A 549ª Divisão de Granadeiros (em alemão:549. Grenadier-Division) foi uma unidade militar que serviu no Exército alemão durante a Segunda Guerra Mundial. Foi renomeada para 549. Volksgrenadier Division no dia 9 de outubro de 1944, permanecendo com esta designação até o final da guerra. A divisão lutou na Polônia e no norte da Alemanha, se rendendo para as forças norte-americanas em Mecklenburg.

## Comandantes
| Comandante                   | Data                                       |
| 549ª Divisão de Granadeiros  | 549ª Divisão de Granadeiros                |
| ---------------------------- | ------------------------------------------ |
| Generalleutnant Karl Jank    | 13 de julho de 1944 - 9 de outubro de 1944 |
| 549. Volksgrenadier-Division |                                            |
| Generalleutnant Karl Jank    | 9 de outubro de 1944 - 8 de maio de 1945   |

## Área de operações
| Frente Oriental, setor central      | julho de 1944 - outubro de 1944 |
| Leste da Prússia & Norte a Alemanha | outubro de 1944 - maio de 1945  |